# Ritter Range
De Ritter Range is een kleine bergketen in de Sierra Nevada in Californië. Het grootste deel van de keten ligt in de Ansel Adams Wilderness. De meest prominente pieken zijn Mount Ritter (4008 m), Banner Peak (3943 m) en de Minarets, een groep grillige pieken waarvan de hoogste 3738 meter boven zeeniveau reikt. Enkele bekende meren in de bergketen zijn het Thousand Island Lake, Ediza Lake, Garnet Lake, Lake Catherine, Minaret Lake, Cecile Lake en Shadow Lake. Het gebergte ontleent zijn naam aan de Duitse geograaf Carl Ritter, de leraar van de Amerikaanse geoloog Josiah Whitney.
Vanop Minaret Summit, dat bereikbaar is met de auto, heeft men een goed zicht op de Ritter Range. Wandelaars kunnen de bergen het best bereiken via Mammoth Lakes, vanwaar wandelpaden naar de meren leiden. Zowel het John Muir als het Pacific Crest Trail lopen door de Ritter Range.
Het was in de Ritter Range dat het vliegtuig van de vermiste zakenman en avonturier Steve Fossett in september 2007 neerstortte. In oktober 2008 ontdekte men de exacte locatie van de vliegtuigcrash.